# Hermann Suter
Hermann Suter (ur. 28 kwietnia 1870 w Kaiserstuhl, zm. 22 czerwca 1926 w Bazylei) – szwajcarski kompozytor i dyrygent.

## Życiorys
Był synem organisty, który udzielał synowi pierwszych lekcji muzyki. W latach 1885–1888 kształcił się w konserwatorium w Bazylei u Hansa Hubera i Alfreda Glausa. Następnie był uczniem Immanuela Faissta w Stuttgarcie (1888–1890) i Carla Reineckego w Lipsku (1890–1892). Od 1892 do 1902 roku przebywał w Zurychu, gdzie działał jako dyrygent chórów, organista i wykładowca konserwatorium. W 1902 roku osiadł w Bazylei, gdzie był dyrygentem Basler Gesangverein i Basler Liedertafel, a także dyrygował koncertami symfonicznymi Allgemeine Musikgesellschaft. Od 1918 do 1921 roku był dyrektorem konserwatorium w Bazylei. 

## Twórczość
Jego twórczość kompozytorska obejmuje zaledwie 27 opusowanych dzieł. Tworzył w stylu neoromantycznym, z silnymi wpływami szwajcarskiego folkloru muzycznego. Skomponował m.in. Symfonię d-moll (1913), Koncert skrzypcowy (1924), 3 kwartety smyczkowe (1901, 1910, 1921), Sekstet smyczkowy (1921), oratorium Le Laudi di San Francesco d’Assisi (1925). Swój koncert skrzypcowy zadedykował Adolfowi Buschowi.